# Celso Piña
Pour les articles homonymes, voir Piña (homonymie).
Celso Piña, né le 6 avril 1953 à Monterrey et mort le 21 août 2019 dans la même ville, est un chanteur, compositeur, arrangeur et accordéoniste mexicain, principalement du genre cumbia, et l'un des musiciens les plus importants dans le style de « Cumbia rebajada » (une cumbia plus lente et mélancolique, utilisant des instruments précolombiens).
Celso Piña fut un précurseur dans le mélange et la fusion de sons tropicaux, ses œuvres comportant des éléments de cumbia, de musique mexicaine régionale, de cumbia sonidera, de ska, de reggae, de rap / hip-hop, de R & B, etc. Piña est aussi connu sous le nom de El Rebelde del acordeón (le rebelle de l'accordéon) ou Cacique de la Campana (le chef de la campana).

## Biographie
Il est né dans une famille humble et nombreuse. Ses parents étaient Rosa María Arvizu et Isaac Piña. Celso Piña a commencé à jouer de la musique dans sa ville natale avec ses frères Eduardo, Rubén et Enrique. Ensemble, ils jouaient pour des  particuliers, surtout pour des adolescentes de leur quartier.
En 1980, Celso Piña a acheté son premier accordéon et a découvert le monde de la musique norteña. Il fait son apprentissage de l'instrument dans un quartier populaire de la ville de Monterrey, état de Nuevo Leon, au Mexique. Ayant vécu la majeure partie de sa vie là-bas, il a donné pour titre le nom de ce quartier à une de ses chansons, Mi colonia independencia. Son groupe appelé Celso Piña y su Ronda Bogotá, décide de changer de rythme musical pour adopter un style plus tropical au milieu des années 1980, après avoir vu Aníbal Velásquez et Alfredo Gutiérrez au concert Baile de las cintas. Dès lors, le groupe se consacrera à la cumbia.
Celso Piña a appris à jouer de l'accordéon en autodidacte, sans aucune formation formelle. En conséquence, il a pu créer le son unique pour lequel il est bien connu. Ses chansons les plus populaires incluent La Quebradita de La Paz, El Tren, Como el viento et La Piragua de José Barros. Il a été présenté dans la chanson Sufran con lo que yo gozo avec la chanteuse mexicaine Gloria Trevi.
Celso Piña a effectué plusieurs tournées internationales avec succès, notamment en France en avril 2019, en Allemagne, en Espagne, au Portugal, au Danemark, en Suède, en République tchèque, en Italie, en Suisse, au Maroc, en Colombie, au Nicaragua, au Guatemala, en Argentine, au Chili, au Canada et aux États-Unis.
Celso Piña meurt le 21 août 2019 d'une crise cardiaque à Monterrey, au Mexique, à l'âge de 66 ans.

## Discographie
- 1996 : Dile
- 2001 : Mis primeras grabaciones
- 2001 : Barrio Bravo
- 2002 : Trayectoria
- 2002 : Rebelde
- 2002 : Mondo Colombie
- 2002 : Pachanguero
- 2002 : Desde colombia
- 2003 : Super seis
- 2003 : Una visión
- 2004 : El Canto de un Rebelde para un..
- 2005 : México y su música
- 2005 : 20 grands éxitos
- 2006 : Línea de oro
- 2006 : La Quebradita de La Paz
- 2007 : 12 Grandes Éxitos Vol.1
- 2007 : 12 Grandes Éxitos Vol.2
- 2009 : Sin Fecha de caducidad
- 2012 : Celso piña - Zona preferente (sur scène à l'Auditorium National de Mexico)
- 2014 : Aquí presente compa
- 2017 : Música es música con la Orquesta de Baja California